# Šaplava
Šaplava är en ort i Tjeckien. Den ligger i den centrala delen av landet, 80 km öster om huvudstaden Prag. Šaplava ligger 253 meter över havet och antalet invånare är 116.
Terrängen runt Šaplava är huvudsakligen platt, men norrut är den kuperad.Runt Šaplava är det ganska tätbefolkat, med 56 invånare per kvadratkilometer. Närmaste större samhälle är Jičín, 19,1 km nordväst om Šaplava. Trakten runt Šaplava består till största delen av jordbruksmark.